# Hendrick Cornelisz. van Vliet
Hendrick Cornelisz. van Vliet (vers 1611, Delft - 1675, Delft) est un peintre néerlandais du siècle d'or néerlandais. Il est connu pour ses œuvres dépeignant des intérieurs d'église. Il a aussi réalisé des portraits.

## Biographie
Hendrick Cornelisz van Vliet est né vers 1611 à Delft aux Pays-Bas. Il étudie la peinture sous la direction de son oncle Willem van der Vliet et devient membre de la Guilde de Saint-Luc de Delft en 1632. Son début de carrière est marqué par la peinture d'édifices religieux, dans la lignée du peintre Pieter Saenredam. Il peint entre autres l'église Saint-Pierre de Leyde, la Vieille Église et la Nouvelle Église de Delft. Sa peinture évolue au cours de sa carrière, il peint des portraits en collaboration avec le peintre Michiel Jansz van Mierevelt.
Il fut impressionné par le puissant renouveau que Gerrit Houckgeest apportait dans la mise en place de la perspective dès 1650.
Il meurt en 1675 à Delft et est inhumé le 28 octobre 1675 dans la Vieille Église de Delft.

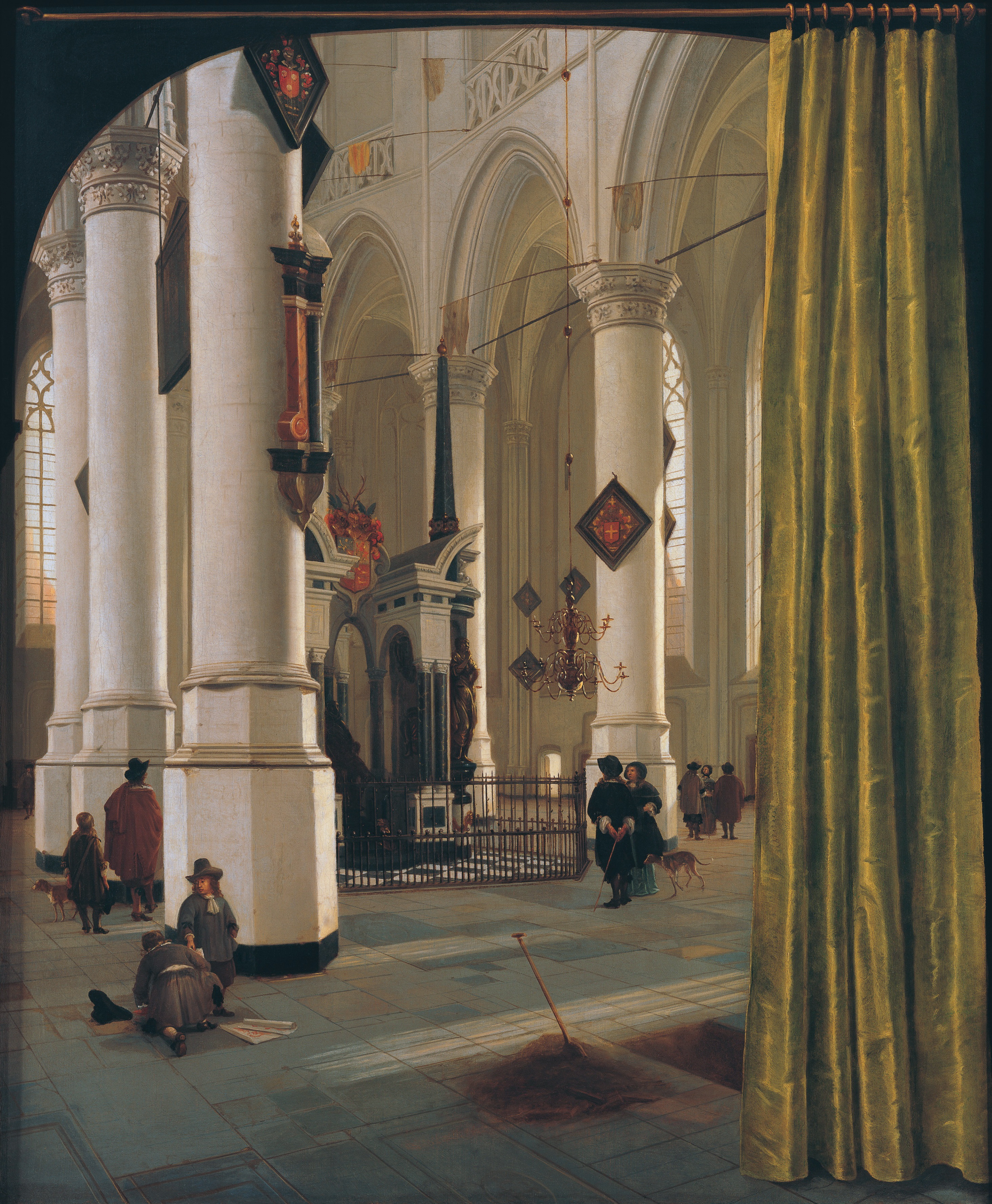
Nieuwe Kerk, Delft, c.1650 avec la tombe de Guillaume le Taciturne

## Œuvre

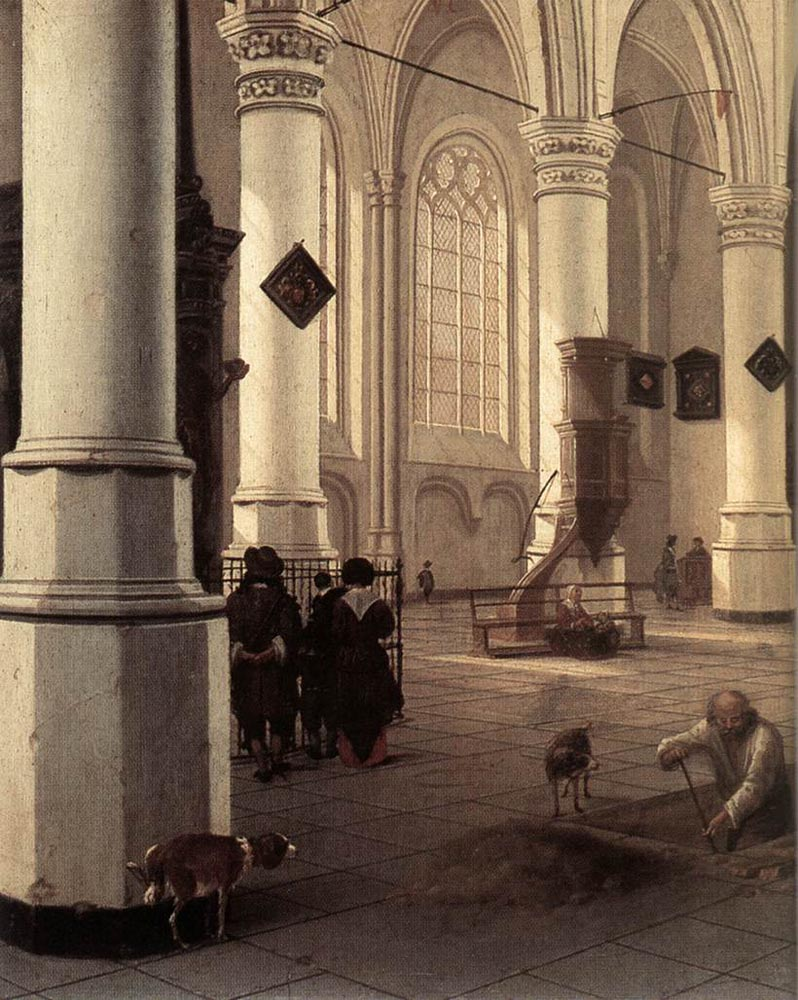
Intérieur de la Nouvelle Église de Delft

Des œuvres de van Vliet peuvent être vues dans les musées suivants :
- Rijksmuseum à Amsterdam, Pays-Bas
- Walker Art Gallery à Liverpool, Royaume-Uni
- Milwaukee Art Museum à Milwaukee, Wisconsin, États-Unis
- Ringling Art Museum à Sarasota, Florida, États-Unis
- Nelson-Atkins Museum of Art à Kansas City, Missouri, États-Unis
- Musée des beaux-arts Pouchkine à Moscou, Russie.
- Musée de l'Ermitage à Saint-Pétersbourg, Russie

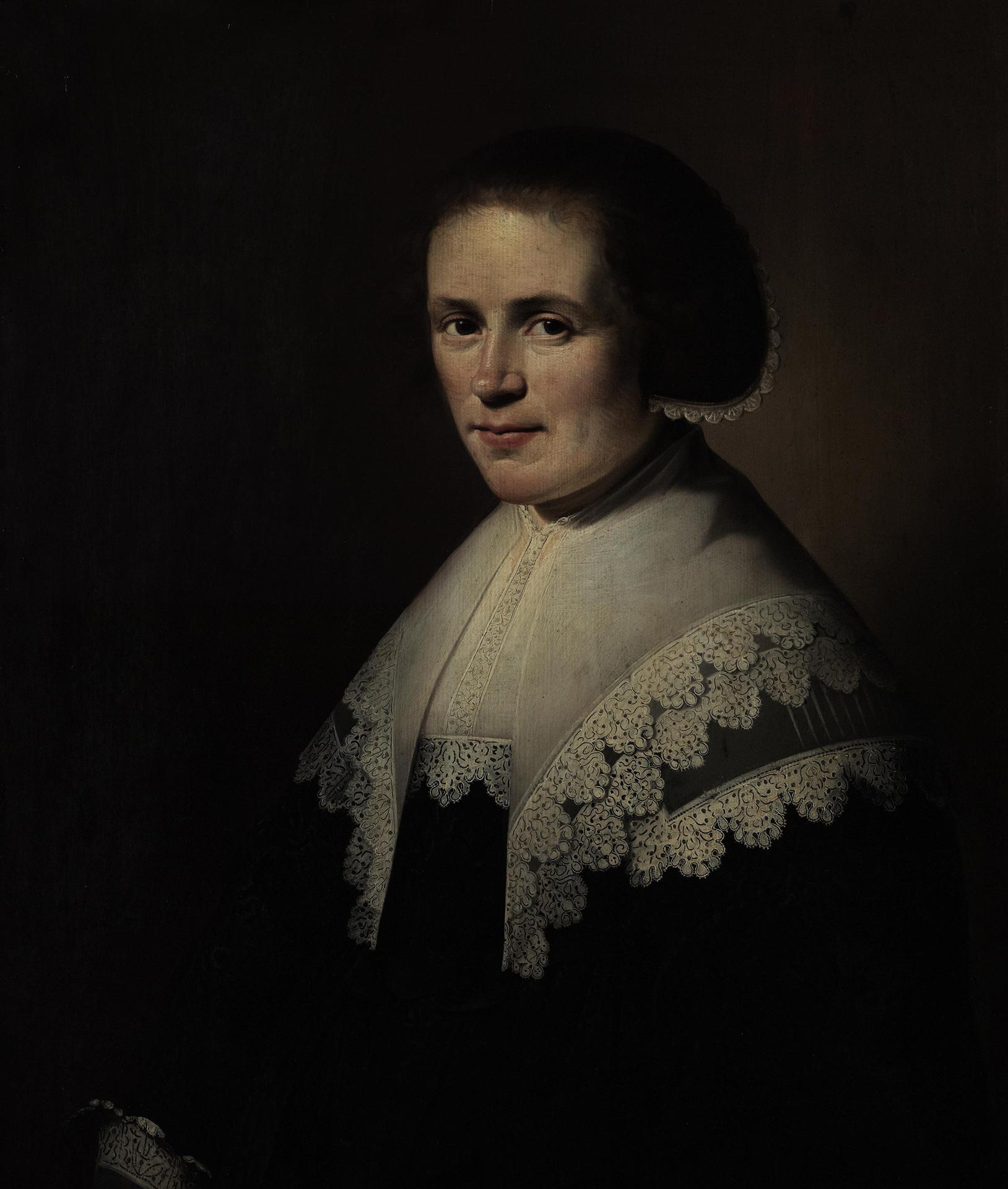
Hendrik Cornelisz van der Vliet - Portrait de femme - Musée de l'Ermitage

- Musée des beaux-arts de Iekaterinbourg, Russie
- Musée des Beaux-Arts, Dijon : Intérieur de la Nieuwe Kerk à Delft, huile sur bois
- Musée des Beaux-Arts de Gand : Intérieur d'église (1655) huile sur panneau, 23 × 18 cm[1]
- Metropolitan Museum of Art, New York  : Intérieur de la vieille église de Delft (1660), huile sur toile, 83 × 66 cm[2]